# Jeep Avenger
Jeep Avenger — міський кросовер від американського автовиробника Jeep, представлений у 2022 році. Це перший автомобіль Jeep, який не був доступний у повному приводі на момент його запуску, і перший автомобіль Jeep, доступний у 100% електричній версії.

## Презентація

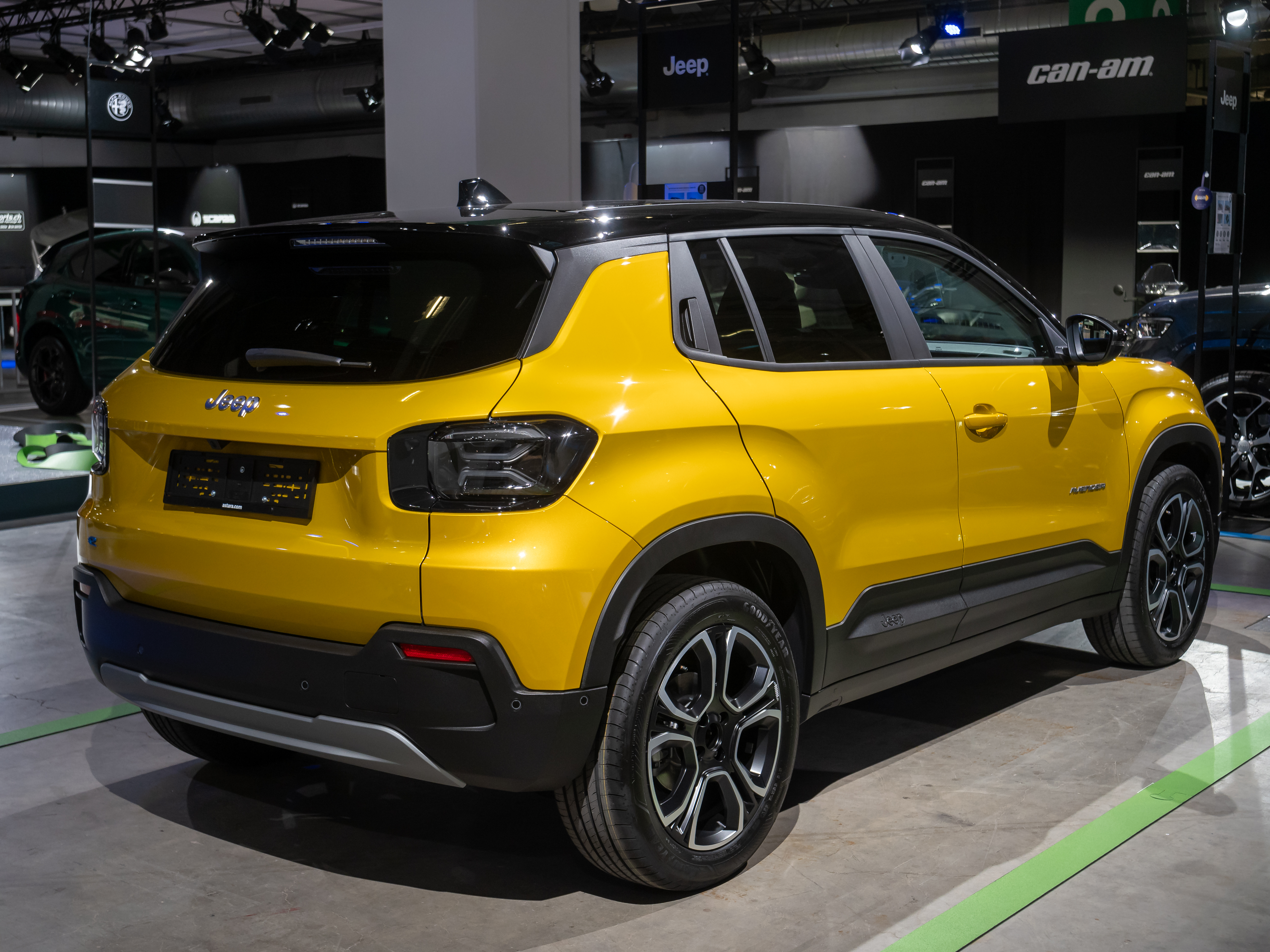

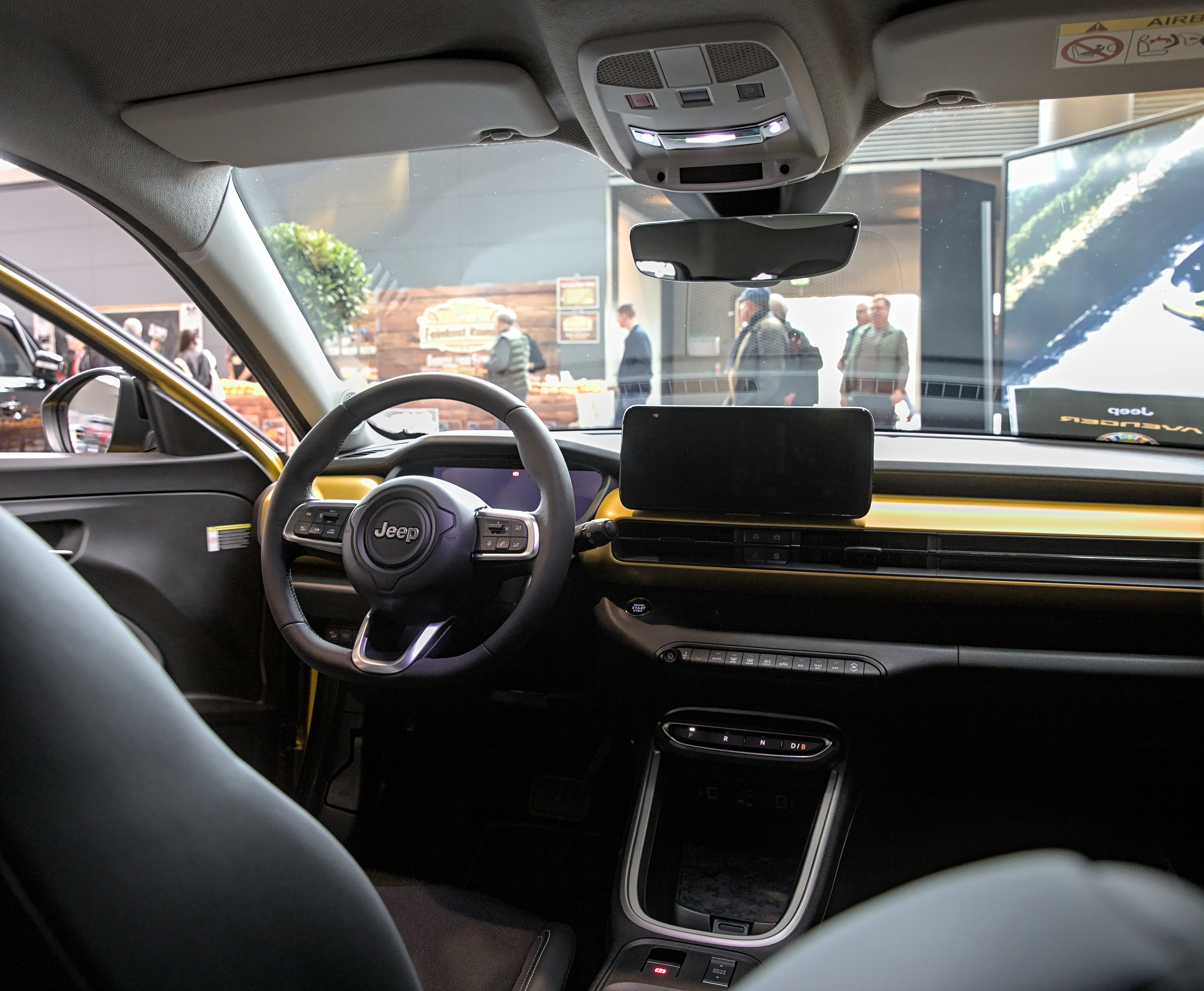

Кросовер офіційно представлений 8 вересня 2022 року, а світова прем'єра відбулася в жовтні на Паризькому автосалоні 2022 року. Попередні замовлення на стартову версію розпочнуться з цієї нагоди, а серійне виробництво розпочнеться в листопаді. Продажі маю стартувати в першому кварталі 2023 року.
Jeep Avenger в призначений для європейського ринку і не буде поставлятись в США чи Китай. Автомобіль буде експортуватися за межами Європи, в Японію та Південну Корею.
Ім’я «Месник» узято від попередньої моделі групи Fiat Chrysler Automobiles, універсалу Dodge Avenger, і нагадує популярну франшизу «Месники» від Marvel Studios.

## Технічні характеристики
Avenger базується на модульній платформі Stellantis e-CMP, яка також використовується в Peugeot e-2008, DS 3 E-Tense і Opel e-Mokka. 100% електричний Jeep оснащений новим двигуном Nidec-PSA e-motors, який забезпечує запас ходу 400 км.
Це також перший джип, доступний лише з моноприводом на момент його запуску. Однак повнопривідна версія оголошена, коли автомобіль представлено у вересні.

## Двигуни
- 1.2 THP (PSA EB2ADTX) turbo l3
- 1 електродвигун 156 к.с. батарея 54 kWh дальність ходу 400 км по циклу WLTP (EV)